# Суґавара Юкінарі
Юкінарі Суґавара (яп. 菅原由勢, нар. 28 червня 2000, Тойокава) — японський футболіст, захисник англійського Саутгемптона.

## Клубна кар'єра
Народився 28 червня 2000 року в місті Тойокава. Вихованець футбольної школи клубу «Нагоя Грампус». Дорослу футбольну кар'єру розпочав 2018 року в основній команді того ж клубу.
Влітку 2019 року був орендований нідерландським клубом АЗ (Алкмаар), який вже на початку наступного року запропонував японцю повноцінний п'ятирічний контракт.

## Виступи за збірні
У складі юнацької збірної Японії взяв участь у юнацькому (U-16) кубку Азії в Індії у 2016 році, ставши півфіналістом турніру, а з командою до 17 років зіграв на юнацькому чемпіонаті світу 2017 року в Індії, де команда дійшла до 1/8 фіналу.
У 2018 році у складі збірної Японії до 19 років Суґавара взяв участь в юнацькому (U-19) кубку Азії в Індонезії. На турнірі він допоміг своїй команді здобути бронзові медалі турніру. Цей результат дозволив команді до 20 років кваліфікуватись на молодіжний чемпіонат світу 2019 року у Польщі, куди поїхав і Юкінарі.

## Досягнення
Особисті досягнення
- Команда місяця Ередивізі: березень 2024[5]